# Энга
Энга (англ. Enga Province) — провинция Папуа — Новой Гвинеи. Административный центр — город Вабаг. Одновременно Вабаг является и самым крупным городом. Два других города, Вапенаманда и Лаиагам, близки по численностью с административным центром.
По результатам переписи населения, в 2011 году численность жителей составляет 432 045 человек.
Компания Barrick Gold на западе провинции осуществляет добычу золота в руднике Поргера.
В провинции есть уникальный язык — энга. Энга на западе провинции значительно отличается от своего варианта на востоке.

## Административное деление
Провинция делится на четыре района:
- Кандеп
- Компиам
- Лагаип-Поргера, в состав входит локальное управление Мулипака
- Вабаг